# Lincoln (Tel Aviv)

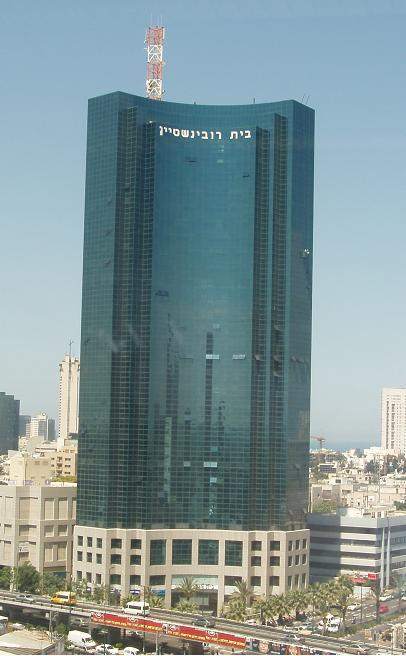
Zástavba v čtvrti Lincoln, mrakodrap Bejt Rubinstein

Lincoln (hebrejsky: לינקולן) je čtvrť v centrální části Tel Avivu v Izraeli. Je součástí správního obvodu Rova 6 a samosprávné jednotky Rova Lev ha-Ir.

## Geografie
Leží na východním okraji centrální části Tel Avivu, cca 1,5 kilometru od pobřeží Středozemního moře, v nadmořské výšce okolo 30 metrů.

## Popis čtvrti
Čtvrť na severu vymezuje křižovatka ulic Jehuda Halevi a Carlebach, na jihu ulice Jehuda Halevi, ha-Rakevet a Derech Menachem Begin, na východě Derech Menachem Begin a Carlebach a na západě Jehuda Halevi. Nejvýznamnějšími lokálními komunikacemi v této oblasti je kromě výše uvedených ještě ulice Lincoln, která dala této čtvrti její název. Zástavba má charakter husté blokové městské výstavby. Do ní prostupuje nová výšková zástavba (například mrakodrap Bejt Rubinstein). V roce 2007 tu žilo 2 840 lidí. Východně odtud leží čtvrti ha-Rakevet a Montefiore, na severovýchodě čtvrť ha-Kirja. 